# Bistum Cape Palmas
Das Bistum Cape Palmas (lateinisch Dioecesis Capitis Palmensis, englisch Diocese of Cape Palmas) ist eine in Liberia gelegene römisch-katholische Diözese mit Sitz in Cape Palmas. Es umfasst die Countys Grand Gedeh, Grand Kru, Maryland, River Gee und Sinoe.

## Geschichte
Papst Pius XII. gründete die Apostolische Präfektur Cape Palmas mit der Apostolischen Konstitution Ut fidei propagandae am 2. Februar 1950 aus Gebietsabtretungen des Apostolischen Vikariates Liberia, dem es auch als Suffragandiözese unterstellt wurde.
Mit der Apostolischen Konstitution Cum sit Ecclesia wurde sie am 7. Mai 1962 zum Apostolischen Vikariat erhoben. Die Erhebung zum Bistum, das dem Erzbistum Monrovia als Suffragandiözese unterstellt wurde, erfolgte am 19. Dezember 1981 mit der Apostolischen Konstitution Patet Ecclesiae.
Das Bistum Cape Palmas hatte immer wieder unmittelbar mit den Auswirkungen von Militärputsch, Diktatur und Bürgerkrieg zu tun.

## Ordinarien

### Apostolischer Präfekt von Cape Palmas
- Francis Carroll SMA (27. Oktober 1950-20. Dezember 1960, dann Apostolischer Vikar von Monrovia)

### Apostolische Vikare von Cape Palmas
- Nicholas Grimley SMA (7. Mai 1962 – 30. Juli 1972, zurückgetreten)
- Patrick Kla Juwle (30. Juli 1972 – 18. August 1973, gestorben)
- Boniface Nyema Dalieh (17. Dezember 1973 – 19. Dezember 1981)[2]

### Bischof von Cape Palmas
- Boniface Nyema Dalieh (19. Dezember 1981-15. Oktober 2008, emeritiert)[2]
- Andrew Jagaye Karnley (seit 5. Januar 2011)